# فيراري 250 جي تي لوسو
فيراري 250 جي تي لوسو (بالإيطالية: Ferrari 250 GT Lusso)‏ ، هي سيارة رياضية سياحية أنتجها شركة فيراري الإيطالية، وذلك من عام 1963 إلى 1964م.